# Dimitri Tiomkin
Dimitri Tiomkin (n. 10/22 mai 1894, Kremenciuk, gubernia Poltava⁠(d), Imperiul Rus – d. 11 noiembrie 1979, Londra, Anglia, Regatul Unit) a fost un compozitor rus de muzică de film. Într-o carieră de cinci decenii Tiomkin a devenit unul dintre cei mai celebri și apreciați compozitori de muzică de film de la Hollywood alături de Max Steiner, Miklós Rózsa, Franz Waxman și Alfred Newman. A lucrat cu unii dintre cei mai celebri regizori din istorie precum Frank Capra, Alfred Hitchcock, John Huston și Fred Zinnemann. Tiomkin a compus muzica pentru numeroase genuri de film și televiziune dar cel mai adesea este asociat cu filmele western. A câștigat patru premii Oscar dintr-un număr total de 22 de nominalizări iar în 1953 a devenit primul compozitor care să câștige premiul pentru cea mai bună coloană sonoră și cea mai bună melodie pentru același film. 

## Biografie

### 1894-1921: Kremenchuk și Sankt Petersburg

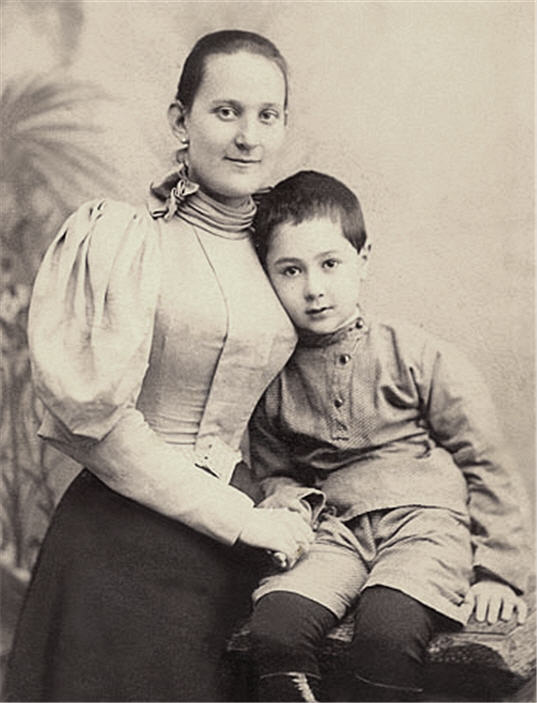
Dimitri împreună cu mama sa, circa 1900

Tiomkin s-a născut Dimitri Zinovievich Tiomkin în Kremenciuk, Imperiul Rus (astăzi Ucraina) pe 10 mai 1894. Mama sa, Marie (născută Tartakovsky), a fost profesoară de muzică iar tatăl său, Zinovie, a fost medic. Dimitri a studiat la Conservatorul din Sankt Petersburg unde a studiat pianul sub îndrumarea lui Felix Blumenfeld și Isabelle Vengerova, precum și armonie sub îndrumarea compozitorului Alexandr Glazunov, directorul Conservatorului. În timpul său liber Tiomkin frecventa cafeneaua "Homeless Dog" unde s-a împrietenit cu alți artiști avantgardiști precum Serghei Prokofiev.
Debutul profesional al lui Tiomkin în muzica de film a avut loc în cinematografele din Sankt Petersburg unde acompania filmele mute franceze și rusești. De asemenea, a acompaniat la pian balerina Thamar Karsavina și improviza la pian în timpul spectacolelor comedianului Max Linder. Aceste experiențe îl vor ajuta ulterior să pună bazele carierei sale din America. Interesul lui Tiomkin pentru muzica americană a început în Rusia când a auzit pentru prima dată lucrarea Alexander's Ragtime Band a compozitorului Irving Berlin interpretată la cafeneaua "Homeless Dog" și după ce i-au fost prezentate elementele de jazz, ragtime și blues de către unul dintre studenții săi la pian, un cântăreț de culoare din New Orleans care a rămas în Rusia după un turneu de vodevil.
Tinerețea lui Tiomkin în Sankt Petersburg a fost marcată de evenimente politice precum înlăturarea țarului, Revoluția Rusă și ascensiunea Uniunii Sovietice. Observând un viitor lipsit de perspective în muzică Tiomkin a decis să părăsească Rusia și s-a îmbarcat pe un cargobot cu destinația Germania unde tatăl său s-a stabilit pentru a trăi cu mama sa vitregă.

### 1921-1925: Berlin și Paris
În Berlin Dimitri a studiat pianul sub îndrumarea lui Ferruccio Busoni, a lucrat ca și pianist de concert și a compus muzică ușoară și clasică inclusiv studii, marșuri și valsuri. Apariția sa împreună cu Filarmonica din Berlin pentru a interpreta Concertul pentru pian nr. 2 al lui Liszt i-au ridicat reputația de pianist. La convingerea colegului de cameră și pianistului Michael Kariton cei doi au plecat la Paris pentru a interpreta lucrări pentru două piane care erau la modă la vremea respectivă. Cântărețul rus Feodor Chaliapin i-a spus lui Dimitri povești despre America, inclusiv despre circuitul de vodevil bine plătit și cererea de muzicieni europeni de turneu. Ulterior Tiomkin a primit o ofertă de la magnatul de pe Broadway Morris Gest, un alt imigrant rus, pentru ca Tiomkin și Kariton să vină în Statele Unite pentru un turneu de vodevil.

### 1925-1929: New York
Tiomkin a sosit în New York în 1925 unde a interpretat împreună cu Kariton în circuitele Keith/Albee and Orpheum, acompaniind trupa de balet a balerinei și coregrafei născută în Austria, Albertina Rasch. În curând relația profesională a devenit și una personală iar Tiomkin și Albertina s-au căsătorit în 1926.
La începutul anului 1927 Dimitri s-a despărțit de Kariton pentru a porni într-un turneu american cu trupa "Albertina Rasch and her American Ballet". A servit ca director muzical și aranjor pentru trupa de 30 de dansatori. Tot în acel an a susținut un concert la Carnegie Hall unde a introdus publicului american lucrări contemporane ale compozitorilor Alexandr Scriabin, Francis Poulenc, Alexandre Tansman și Maurice Ravel, precum și compoziția proprie Quasi-Jazz. În vreme ce Tiomkin continua să interpreteze în concerte ca pianist solo, Albertina a continuat să lucreze ca și coregrafă, punând pe scenă numeroase producții.
Tiomkin și Albertina au călătorit la Paris în 1928 unde Tiomkin a interpretat la Opera din Paris. Programul a inclus lucrările lui Gershwin Rhapsody in Blue și premiera europeană a Concertului pentru pian în Fa major. Însuși Gershwin a fost în public. După întoarcerea în Statele Unite Tiomkin a lansat un turneu concertistic național, interpretând lucrări impresioniste franceze plus câteva numere de jazz. Acesta avea să fie ultimul său turneu deoarece în 1929 a avut loc căderea Bursei de pe Wall Street ceea ce a limitat posibilitățile de lucru pentru Albertina și Dimitri. O invitație pentru a interpreta la premiera unui film la Hollywood a inspirat cuplul să călătorească spre California pentru a căuta de lucru în filme.

### 1929-1967: Hollywood
Cei doi au sosit în Hollywood iar în toamna anului 1929 Tiomkin a semnat un contract cu studioul Metro-Goldwyn-Mayer. Pentru următorii doi ani a compus muzica pentru secvențele de balet ale Albertinei în filmele Devil-May-Care, The Rogue Song și Lord Byron of Broadway.
În 1931 Tiomkin a fost angajat de Universal Pictures pentru a compune muzica pentru filmul cu tematică rusă Resurrection, prima sa coloană sonoră pentru un film non-muzical. În toamna anului 1932 Tiomkin s-a întors în New York pentru a produce producția de pe Broadway inspirată după piesa lui Montague Glass Keeping Expenses Down care însă nu a rezistat mult. În anul următor s-a întors în California unde a compus muzica pentru filmul produs de Paramount Pictures, Alice in Wonderland. Aceasta a fost prima ocazie pe Tiomkin de a compune nu numai partitura orchestrală a filmului ci și melodiile. Angajările în filme au continuat sporadic până când l-a întâlnit pe Frank Capra la o petrecere iar în scurt timp cei doi au format o strânsă prietenie. Cei doi au colaborat pentru prima dată în filmul Lost Horizon (1937). Coloana sonoră a acestui film l-a ajutat pe Tiomkin să își formeze o reputație de a compune muzică pentru orchestră mare plus cor. Coloana sonoră a fost nominalizată la premiile Oscar deși nominalizarea a fost acordată directorului departamentului de muzică.
Parteneriatul dintre Tiomkin și Capra a continuat cu filmele  You Can't Take It With You (1938), Mr. Smith Goes to Washington (1939) pentru care Tiomkin a primit prima sa nominalizare la premiile Oscar, Meet John Doe (1941) și It's a Wonderful Life (1947). În perioada celui de-Al Doilea Război Mondial Capra l-a angajat pe Tiomkin pentru a compune muzica seriei de îndoctrinare și antrenament Why We Fight produsă de Army Signal Corps. Rezultatul a fost muzica pentru numeroase documentare inclusiv The Negro Soldier (1944) și The Battle of San Pietro (1945).
Prieteniile legate prin compunerea acestor documentare i-au adus lui Tiomkin noi proiecte. Pentru producătorul Stanley Kramer a compus muzica pentru So This is New York (1948), Champion (1949), Home of the Brave (1949), Cyrano de Bergerac (1950) și The Men (1950). Totuși filmul High Noon (1953) produs de Kramer și regizat de Fred Zinneman este cel care i-a schimbat cariera. Muzica neobișnuită, care conținea și o melodie cu versuri - "Do Not Forsake Me, Oh My Darlin’" -, a crescut popularitatea melodiilor compuse pentru un film în locul melodiilor preexistente folosite în filme. Pentru următorii 12 ani Tiomkin a compus cel puțin o melodie pentru aproape fiecare film la care a lucrat, adesea colaborând cu Ned Washington și Paul Francis Webster. A urmat o serie de melodii nominalizate la Oscar: "Thee I Love" din Friendly Persuasion, melodia principală din Wild Is the Wind, "Strange Are the Ways of Love" din The Young Land, "The Green Leaves of Summer" din The Alamo, melodia principală din Town Without Pity și "So Little Time" din 55 Days at Peking.
Colaborările lui Tiomkin cu regizori de renume au continuat cu Alfred Hitchcock pentru filmele Shadow of a Doubt (1942), Strangers on a Train (1951), I Confess (1953) și Dial M for Murder (1954). În cei 20 de ani de colaborare cu Howard Hawks a inclus Only Angels Have Wings (1939), Red River (1948), The Thing (1951), The Big Sky (1952), Land of the Pharaohs (1955) și Rio Bravo (1959).
Chiar dacă a compus muzica pentru filme western precum Duel in the Sun în anii 1940, Tiomkin rămâne asociat cu genul prin muzica filmului High Noon, filmele cu John Wayne Red River, Rio Bravo și The Alamo, Giant (1956) și tema seriei de televiziune Rawhide.
În anii 1950 și la începutul anilor 1960 Tiomkin se afla la apogeul popularității sale, câștigând patru premii Oscar într-o perioadă de șase ani între 1952-1958. Faima sa de compozitor de muzică de film era la un nivel aproape fără precedent. A câștigat două premii Oscar (din care unul pentru melodie) pentru filmul High Noon plus încă două pentru The High and the Mighty și The Old Man and the Sea. Muzica lirică și calmă din ultimul a fost inspirată din ieșirile la pescuit ale sale cu Frank Capra. Coloanele sonore ale lui Tiomkin la scară mare au continuat cu The Guns of Navarone (1961), 55 Days at Peking (1963), The Fall of the Roman Empire (1964) și Circus World (1964).
Un aspect interesant al carierei lui Tiomkin este că niciodată nu a semnat un contract pe termen lung cu vreun studio spre deosebire de contemporanii săi: Max Steiner (Warner Bros.), Alfred Newman (20th Century Fox), Victor Young (Paramount Pictures) sau Miklós Rózsa (Metro-Goldwyn-Mayer).  Astfel el a devenit cel mai important compozitor independent din perioada apogeului sistemului de studio de la Hollywood din anii 1930-1950.
El a compus partitura pentru thrillerul SF Something, care este considerat una dintre cele mai bune piese SF scrise vreodată, și cea mai ciudată și mai experimentală partitură a sa.

### 1968-1979: Londra și Paris
Viața fericită a lui Tiomkin în America a luat sfârșit în 1967 o dată cu moartea soției sale, Albertina Rasch. Când se întorcea de la înmormântare la casa sa din Los Angeles Tiomkin a fost atacat și bătut de hoți. Tiomkin și-a vândut casa și s-a întors în Europa. A fost producător executiv și aranjor pentru muzica filmului Tchaikovsky care i-a adus o nominalizare la Oscar la categoria Cel mai bun film străin. Filmat în Rusia, această co-producție rusă-americană dinaintea glasnostului i-a permis lui Tiomkin să se întoarcă în Rusia natală. 
În 1972 Tiomkin s-a căsătorit cu Olivia Cynthia Patch în Londra. Cei doi au avut rezidența în Londra și Paris unde Tiomkin a trăit o viață liniștită până la sfârșitul vieții sale. Dimitri Tiomkin a decedat la Londra pe 11 noiembrie 1979, la vârsta de 85 de ani și a fost înmormântat în Forest Lawn Memorial Park din Glendale, California alături de mama și soția sa.

## Nominalizări și premii

### Premiile Oscar
- 1940 - Mr. Smith Goes to Washington
- 1943 - The Corsican Brothers
- 1944 - The Moon and Sixpence
- 1945 - The Bridge of San Luis Rey
- 1950 - Champion
- 1953
  - High Noon (cea mai bună coloană sonoră)
  - High Noon (cea ma bună melodie)
- 1955
  - The High and the Mighty (cea mai bună coloană sonoră)
  - The High and the Mighty (cea mai bună melodie)
- 1957
  - Friendly Persuasion (cea mai bună melodie)
  - Giant (cea mai bună coloană sonoră)
- 1958 - Wild is the Wind
- 1959 - The Old Man and the Sea (Bătrânul și marea)
- 1960 - The Young Land (cea mai bună melodie)
- 1961 - 
  - The Alamo (cea mai bună melodie)
  - The Alamo (cea mai bună coloană sonoră)
- 1962
  - Town Without Pity (cea mai bună melodie)
  - The Guns of Navarone (cea mai bună coloană sonoră)
- 1964
  - 55 Days at Peking (cea mai bună melodie)
  - 55 Days at Peking (cea mai bună coloană sonoră)
- 1965 - The Fall of the Roman Empire
- 1972 - Chaykovskiy

### Globurile de Aur
- 1952 - The Well
- 1953 - High Noon
- 1955 - Premiu de onoare pentru "contribuție muzicală adusă filmului"
- 1957 - Premiu de onoare in "recunostință pentru muzica de film"
- 1961 - The Alamo
- 1962
  - The Guns of Navarone (coloană sonoră)
  - Town Without Pity (melodie)
- 1965
  - The Fall of the Roman Empire (coloană sonoră)
  - Circus World (melodie)